# Haven van Nagoya
De Haven van Nagoya (Japans: 名古屋港, Nagoya-kō), ligt in de Baai van Ise bij Nagoya. Het is naar ladingvolume gemeten de grootste haven van Japan. In 2020 werd zo’n 170 miljoen ton lading verwerkt, bijna het dubbele van de nummer twee, de haven van Yokohama. Via de haven worden ruim een miljoen voertuigen per jaar geëxporteerd vanwege de aanwezigheid van veel autofabrieken in de regio.

## Geschiedenis
Met de bouw van de moderne haven werd in 1896 aangevangen. De bouw verliep moeizaam vanwege overstromingen, de Russisch-Japanse Oorlog en er was veel tegenstand van de lokale bevolking. Ondanks deze tegenslagen werd de haven in november 1907 voor het internationale scheepvaartverkeer geopend. Tijdens de Tweede Wereldoorlog werden de havens en haveninstallaties zwaar beschadigd.
In 1951 kwam het beheer van de haven in handen van de Nagoya Port Authority. Op 26 september 1959 werd het havengebied getroffen door een zware tyfoon. In 1972 kwam de eerste containerterminal in gebruik en tien jaar later werd de eerste containerdienst op Europa geopend. In 2002 werd de haven de grootste van Japan gemeten naar de hoeveelheid lading.

## Activiteiten
In 2020 werd bijna 170 miljoen lading verwerkt, waarvan een derde met een binnenlandse bestemming of afkomst. De belangrijkste exportproducten waren automobielen en auto-onderdelen die bijna 70% van het volume vertegenwoordigden. Vooral vloeibaar aardgas, ijzererts, aardolie en steenkool werden gelost. In 2020 werd 2,5 miljoen containers van 20 voet verwerkt waarmee de haven op de derde plaats stond na Tokio en Yokohama.
| Jaar | Aantal schepen | waarvan zeeschepen | Overslag (×miljoen ton) | Containers (×1000 TEU) |
| ---- | -------------- | ------------------ | ----------------------- | ---------------------- |
| 2010 | 33.412         | 8634               | 185,7                   | 2549                   |
| 2015 | 33.310         | 8006               | 198,0                   | 2631                   |
| 2020 | 29.243         | 7168               | 168,5                   | 2471                   |

## Zusterhavens
- haven van Los Angeles, Verenigde Staten (sinds 1959)
- haven van Fremantle, Australië (sinds 1983)
- haven van Baltimore, Verenigde Staten (sinds 1985)
- haven van Antwerpen, België (sinds 1988)
- haven van Sydney, Australië (sinds 2010)